# Vingerplant
De vingerplant (Fatsia japonica, synoniemen: Aralia japonica Thunb., Aralia sieboldii K.Koch) is een groenblijvende plant uit de klimopfamilie (Araliaceae). De plant is afkomstig uit het zuiden van  Japan. De grote, donkergroene bladeren hebben acht lobben, en daaraan dankt de plant zijn naam: 'Fatsi' is een oude Japanse benaming voor acht. In Europa wordt de vingerplant vooral als kamerplant of kuipplant gehouden, maar is op een beschutte plek in Nederland winterhard en kan dan 3-6 m hoog worden.

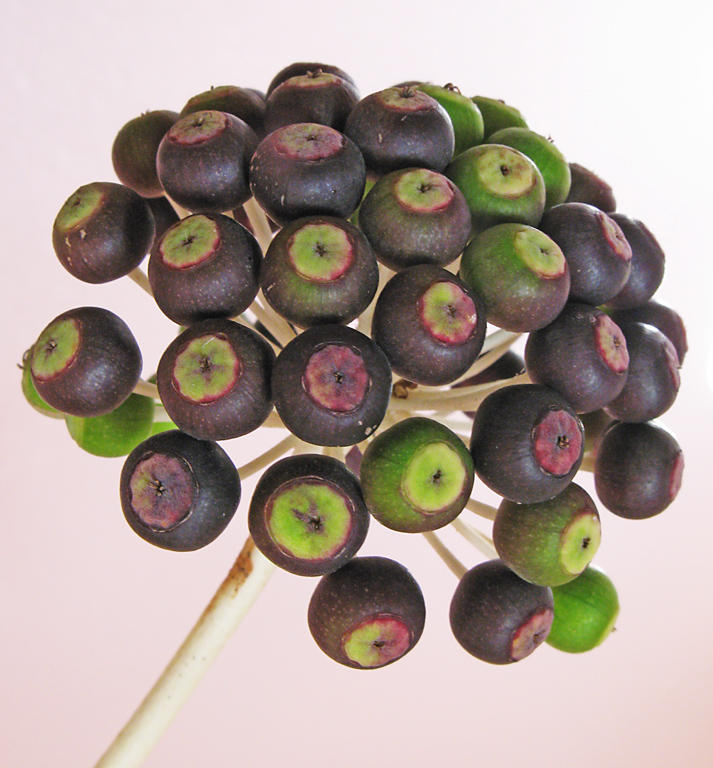
Vruchtlichaam
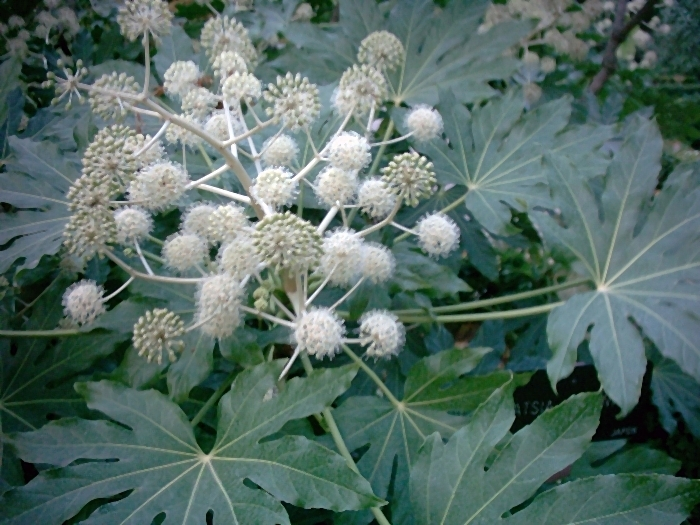
Klein blad
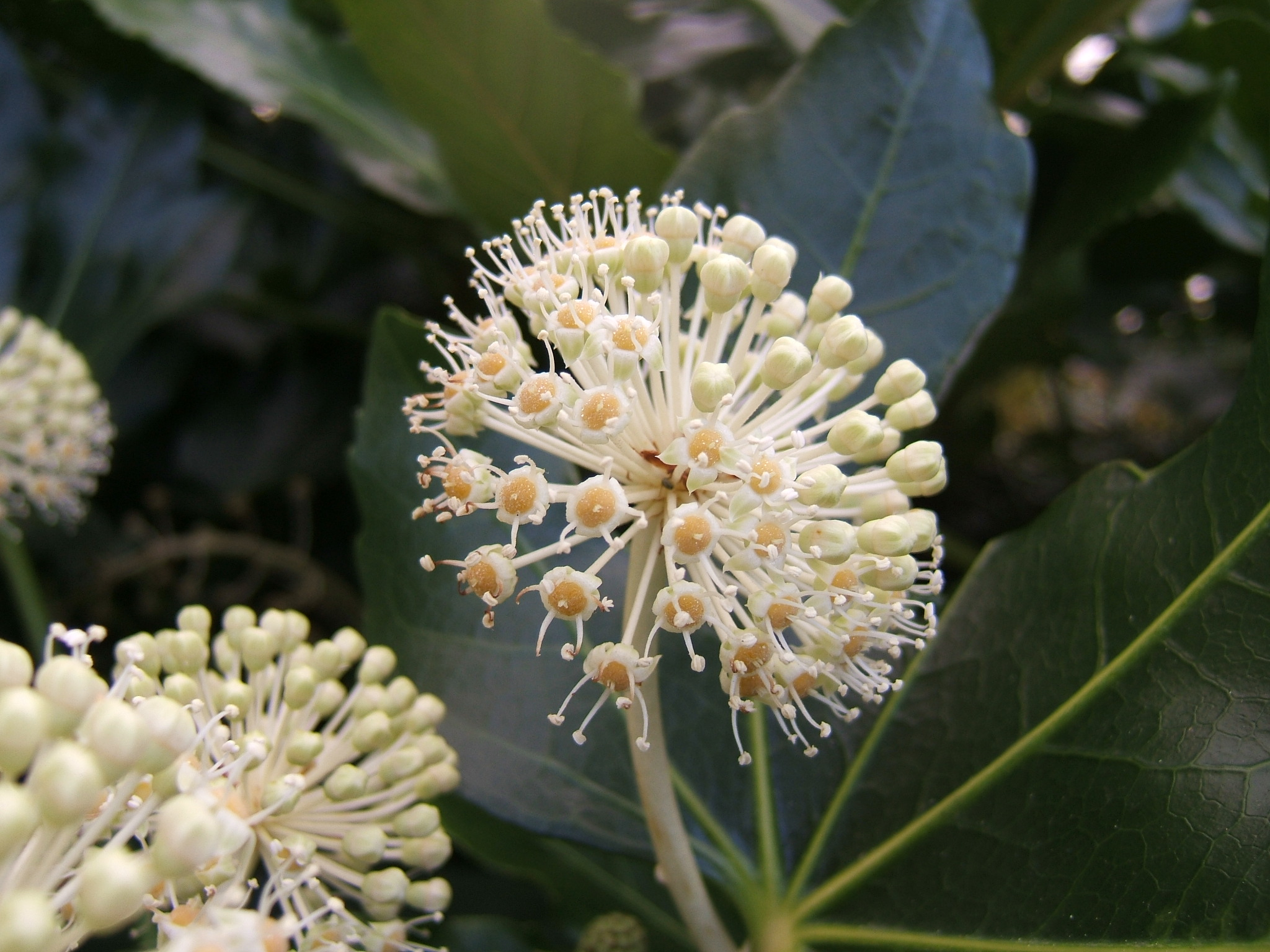
Bloem